# Crenarctus
Crenarctus is een geslacht van kreeftachtigen uit de familie van de Scyllaridae.

## Soorten
- Crenarctus bicuspidatus (de Man, 1905)
- Crenarctus crenatus (Whitelegge, 1900)